# Ctenus silvaticus
Ctenus silvaticus är en spindelart som beskrevs av Benoit 1981. Ctenus silvaticus ingår i släktet Ctenus och familjen Ctenidae.
Artens utbredningsområde är Kongo. Inga underarter finns listade i Catalogue of Life.